# اجیث بومگارد
اجیث بومگارد (انگلیسی: Ageeth Boomgaardt؛ زادهٔ november ۱۶, ۱۹۷۲ (۵۲ سال)) ورزشکار هاکی روی چمن اهل پادشاهی هلند است.
وی در مسابقات کشوری و بین‌المللی در مجموع برندهٔ ۲ مدال طلا، ۵ مدال نقره، ۴ مدال برنز شده‌است.